# Marianne Sayn-Wittgenstein-Sayn
Marianne „Manni“ Sayn-Wittgenstein-Sayn (eigentlich Maria Anna Sayn-Wittgenstein, geb. Mayr-Melnhof; * 9. Dezember 1919 in Salzburg; † 4. Mai 2025 in München) war eine österreichische Fotografin, bekannt als Mamarazza sowie als Fürstin zu Sayn-Wittgenstein(-Sayn).

## Leben
Maria Anna „Marianne“ Mathilde Theodora Ladislaja Theresia Mayr-Melnhof, spätere Sayn-Wittgenstein, wurde im Dezember 1919 in Salzburg als ältestes von neun Kindern des Friedrich Mayr-Melnhof (1892–1956, bis April 1919 Freiherr Mayr von Melnhof) und seiner Gattin Maria-Anna (1897–1983), einer geborenen Gräfin von Meran aus einer morganatischen Nebenlinie des Hauses Habsburg-Lothringen, geboren. Ihr Vater war im Land Salzburg Großgrundbesitzer. Ihre Mutter war eine Tochter des Geheimrats und erblichen Mitglieds des Herrenhauses des österreichischen Reichsrats, des Grafen Johann von Meran (1867–1947), eines Sohnes des Grafen Franz von Meran (1839–1891). Somit war ihre Mutter eine Urenkelin des Erzherzogs Johann von Österreich und der Anna Plochl, Gräfin von Meran. Über ihre Mutter war sie als Ururururenkelin eine direkte Nachfahrin von Kaiserin Maria Theresia. Zu ihren Geschwistern gehörte der Politiker, Land- und Forstwirt Friedrich Mayr-Melnhof (1924–2020).
Bereits mit neun Jahren machte sie die ersten Fotos. Nach Schulbesuch und Matura 1938 studierte sie 1941 an der Münchner Blocherer-Kunstschule. Am 11. März 1942 heiratete sie Ludwig Prinz zu Sayn-Wittgenstein-Sayn (1915–1962), damals Leutnant in einer Aufklärungsabteilung der Wehrmacht, den sie in München bei ihren Gasteltern kennengelernt hatte.
In den letzten Jahren des Zweiten Weltkriegs, als ihr Mann an der Ostfront eingesetzt war, lebte sie häufig in Salzburg bei ihren Eltern und brachte dort ihre beiden ersten Kinder zu Welt. Als 1945 deutsche Truppen beim Rückzug die Brücke vor dem Schloss Sayn sprengten und es dadurch erheblich beschädigten, befand sie sich mit ihrer Familie bei den Eltern in Österreich. Als ihr Mann 1946 aus britischer Kriegsgefangenschaft heimkehrte, war das Schloss, das durch Artilleriebeschuss weitere Zerstörungen erlitten hatte, eine Ruine. Mit ihrem Mann kümmerte sie sich in den Nachkriegsjahren um den Wiederaufbau der Schlossgärtnerei Sayn und der zugehörigen Landwirtschaft. Die inzwischen auf vier Kinder angewachsene Familie bezog 1952 ein eigenes Haus in Sayn bei Bendorf, das als „Landhaus am Friedrichsberg“ bekannt wurde. Als Stanislaus Fürst zu Sayn-Wittgenstein-Sayn, der Onkel ihres Mannes, im Jahre 1958 ohne Nachkommen verstarb, wurde ihr Mann neuer Chef und nach traditionellem Verständnis somit Fürst zu Sayn-Wittgenstein-Sayn. Dies erklärt ihren Anspruch, seitdem als dessen Ehefrau mit dem Namen Marianne Fürstin zu Sayn-Wittgenstein-Sayn in Erscheinung zu treten.
Als ihr Mann 1962 „von einem betrunkenen Lastwagenfahrer in Sayn nahe Koblenz auf dem Gehsteig vor ihrem Haus überrollt“ wurde und starb, übernahm sie gemeinsam mit einem Vormund die Verwaltung in Sayn, bis ihr Sohn Alexander volljährig wurde.
Sie begann eine Karriere als Berufsfotografin und archivierte bis zu ihrem 100. Geburtstag im Dezember 2019 etwa 300.000 ihrer Fotos. Sie fotografierte Prominente von Maria Callas über Gianni Agnelli bis zu Luciano Pavarotti und legte Reisereportagen vor.
Die Bezeichnung „Mamarazza“ erhielt sie in Anlehnung an das Wort „Paparazzo“ als Necknamen von Prinzessin Caroline von Monaco, die einmal zu ihr sagte: „Manni, Du bist eine richtige Mamarazza.“ Im Unterschied zu Paparazzi zeigt sie aber nie indiskrete oder herabwürdigende Fotos: „Ich habe meine Freunde stets als Freundin fotografiert.“
Von den 1970er-Jahren an, bis 2009, lud sie anlässlich der jährlichen Salzburger Festspiele in ihr Jagdhaus im Ellmautal (Fuschl am See) zu „ländlichen Mittagessen“ für je 100 Gäste ein. Im Lauf der Zeit waren tausende Prominente, darunter viele bei den Festspielen auftretende Künstler, bei ihr zu Gast. Besonders eng befreundet war sie mit Gunter Sachs.
Nachdem Marianne Sayn-Wittgenstein-Sayn noch etwa Ende der 2010er Jahre in ihrem Jagdhaus in Fuschl am See ihren Hauptwohnsitz hatte, lebte sie zuletzt in ihrer Münchner Wohnung. Am 4. Mai 2025 starb sie in München im Alter von 105 Jahren.

## Nachkommen
Aus der Ehe mit Ludwig zu Sayn-Wittgenstein-Sayn gingen fünf Kinder hervor:
- (Marie) Yvonne Bolzano (* 1942), geschiedene Coreth, in zweiter Ehe ab 1976 verheiratet mit Klaus Bolzano[17] (er entstammte der Familie Bolzano, Edle von Kronstätt,[18] daher sie als Autorin auch als Yvonne von Bolzano[19] bzw. Yvonne Bolzano von Kronstätt[20] bekannt wurde; * 1936, Universitätdozent i.R., Facharzt für Innere Medizin;[21] † 2025 [geschieden nach 2004;[21] vor 2025])[22]
- Alexander (* 1943), seit 1962 Chef des Hauses Sayn-Wittgenstein-Sayn, verheiratet seit 1969 mit Gabriela Gräfin von Schönborn-Wiesentheid
- Elisabeth „Li“ Freifrau Schuler von Senden (1948–1997), verheiratet mit Hasso Freiherr Schuler von Senden[23][24]
- Teresa Gräfin von Kageneck (* 1952), geschiedene de Figueroa, Conde de Quintanilla, in zweiter Ehe seit 1983 verheiratet mit Karl-Erbo Graf von Kageneck[25]
- Peter (* 1954), verheiratet seit 1993 mit der Schauspielerin Sunnyi Melles

Marianne Sayn-Wittgenstein-Sayn war 20-fache Großmutter, 31-fache Urgroßmutter und dreifache Ur-Urgroßmutter (Stand: Dezember 2019). Als sie starb, hatte sie durch ihre fünf Kinder, Enkel, Urenkel und Ururenkel mehr als 60 Nachkommen.

## Vorfahren
| Ahnentafel von Marianne Sayn-Wittgenstein-Sayn | Ahnentafel von Marianne Sayn-Wittgenstein-Sayn                                                  | Ahnentafel von Marianne Sayn-Wittgenstein-Sayn                                                  | Ahnentafel von Marianne Sayn-Wittgenstein-Sayn                                        | Ahnentafel von Marianne Sayn-Wittgenstein-Sayn                                                 | Ahnentafel von Marianne Sayn-Wittgenstein-Sayn                               | Ahnentafel von Marianne Sayn-Wittgenstein-Sayn                                            | Ahnentafel von Marianne Sayn-Wittgenstein-Sayn                                            | Ahnentafel von Marianne Sayn-Wittgenstein-Sayn                                     |
| ---------------------------------------------- | ----------------------------------------------------------------------------------------------- | ----------------------------------------------------------------------------------------------- | ------------------------------------------------------------------------------------- | ---------------------------------------------------------------------------------------------- | ---------------------------------------------------------------------------- | ----------------------------------------------------------------------------------------- | ----------------------------------------------------------------------------------------- | ---------------------------------------------------------------------------------- |
| Ururgroßeltern                                 | Franz Mayr (1779–1847) ⚭ 1810 Josephine Stumpf (1786–1840)                                      | Ferdinand von Hittnern (1800–1849) ⚭ 1825 Maria Anne Lamberger (1806–1883)                      | Karl Valentin von Tinti (1801–1852) ⚭ 1828 Anna von Keeß (1806–1877)                  | Karl August Joseph von Lederer-Trattnern (1797–1888) ⚭ Marie von Lederer-Trattnern (1806–1878) | Erzherzog Johann von Österreich (1782–1859) ⚭ 1829 Anna Plochl (1804–1885)   | Franz Philipp von Lamberg (1791–1848) ⚭ 1828 Caroline von Hoyos-Stichsenstein (1811–1875) | Franz Philipp von Lamberg (1791–1848) ⚭ 1828 Caroline von Hoyos-Stichsenstein (1811–1875) | Ladislaus von Wenckheim (1814–1879) ⚭ 1845 Franciska Szápáry (1825–1891)           |
| Urgroßeltern                                   | Franz Mayr von Melnhof (Franz II.) (1810–1889) ⚭ 1853 Theodora Hittner von Hittnern (1828–1857) | Franz Mayr von Melnhof (Franz II.) (1810–1889) ⚭ 1853 Theodora Hittner von Hittnern (1828–1857) | Karl Wilhelm von Tinti (1829–1864) ⚭ 1855 Mathilde von Lederer-Trattnern (1838–1900)  | Karl Wilhelm von Tinti (1829–1864) ⚭ 1855 Mathilde von Lederer-Trattnern (1838–1900)           | Franz von Meran (1839–1891) ⚭ 1862 Theresia von Lamberg (1836–1913)          | Franz von Meran (1839–1891) ⚭ 1862 Theresia von Lamberg (1836–1913)                       | Philipp Karl von Lamberg (1838–1874) ⚭ 1869 Freiin Marie von Wenckheim (1848–1900)        | Philipp Karl von Lamberg (1838–1874) ⚭ 1869 Freiin Marie von Wenckheim (1848–1900) |
| Großeltern                                     | Franz Mayr von Melnhof (Franz III.) (1854–1893) ⚭ 1883 Mathilde von Tinti (1863–1927)           | Franz Mayr von Melnhof (Franz III.) (1854–1893) ⚭ 1883 Mathilde von Tinti (1863–1927)           | Franz Mayr von Melnhof (Franz III.) (1854–1893) ⚭ 1883 Mathilde von Tinti (1863–1927) | Franz Mayr von Melnhof (Franz III.) (1854–1893) ⚭ 1883 Mathilde von Tinti (1863–1927)          | Johann von Meran (1867–1947) ⚭ 1891 Gräfin Ladislaja von Lamberg (1870–1952) | Johann von Meran (1867–1947) ⚭ 1891 Gräfin Ladislaja von Lamberg (1870–1952)              | Johann von Meran (1867–1947) ⚭ 1891 Gräfin Ladislaja von Lamberg (1870–1952)              | Johann von Meran (1867–1947) ⚭ 1891 Gräfin Ladislaja von Lamberg (1870–1952)       |
| Eltern                                         | Friedrich Mayr-Melnhof (1892–1956) ⚭ 1919 Maria-Anna Meran (1897–1983)                          | Friedrich Mayr-Melnhof (1892–1956) ⚭ 1919 Maria-Anna Meran (1897–1983)                          | Friedrich Mayr-Melnhof (1892–1956) ⚭ 1919 Maria-Anna Meran (1897–1983)                | Friedrich Mayr-Melnhof (1892–1956) ⚭ 1919 Maria-Anna Meran (1897–1983)                         | Friedrich Mayr-Melnhof (1892–1956) ⚭ 1919 Maria-Anna Meran (1897–1983)       | Friedrich Mayr-Melnhof (1892–1956) ⚭ 1919 Maria-Anna Meran (1897–1983)                    | Friedrich Mayr-Melnhof (1892–1956) ⚭ 1919 Maria-Anna Meran (1897–1983)                    | Friedrich Mayr-Melnhof (1892–1956) ⚭ 1919 Maria-Anna Meran (1897–1983)             |
| Marianne Sayn-Wittgenstein-Sayn (1919–2025)    |                                                                                                 |                                                                                                 |                                                                                       |                                                                                                |                                                                              |                                                                                           |                                                                                           |                                                                                    |

## Auszeichnungen
Am 27. Juli 2010 erhielt Marianne Sayn-Wittgenstein-Sayn von der Bundesministerin für Unterricht, Kunst und Kultur, Claudia Schmied, in der Salzburger Residenz das Große Ehrenzeichen für Verdienste um die Republik Österreich überreicht. Die Laudatio hielt Landeshauptfrau-Stellvertreter Wilfried Haslauer.

## Werke
- Private Gartenkunst in Deutschland. Busse Seewald, Stuttgart 1986, ISBN 3-512-00755-4; mit Ursula Gräfin zu Dohna und Philipp Graf Schönborn. (Weitere Ausgaben in Englisch, London 1986 und New York 1987.)
- Mamarazza. (Bildband: Gesellschaftsfotografie von 1950–2000.) Steidl, Göttingen 2000, ISBN 3-88243-641-7 (englisch).[28]
- Sayner Zeit. Kulturverlag Polzer, Salzburg 2005, ISBN 3-9501388-1-1.
- Sayn-Wittgenstein Collection. Photographs by Princess Marianne Sayn-Wittgenstein-Sayn. teNeues Media, Kempen/Düsseldorf/u. a. 2006, ISBN 978-3-8327-9128-5 (fünfsprachig; mit Vorwort von Beate Reifenscheid und Texten von Gunter Sachs und Sean Connery; weitere Ausgabe als Das legendäre Fotoalbum ebd. 2015, ISBN 978-3-8327-3320-9).
- ManniFeste. Fuschler Mittagessen 1974–2009. Bildband. Kulturverlag Polzer, Salzburg 2010, ISBN 978-3-902658-23-4.
- Stars & Sportscars: Gentlemen-Racer, Jetset, Rennsport-Adel. Bildband. Delius Klasing, Bielefeld 2014, ISBN 978-3-7688-3871-9; mit Jürgen Lewandowski.

## Ausstellungen
Marianne Sayn-Wittgenstein-Sayn hatte zahlreiche Ausstellungen, u. a. in Berlin, Salzburg, München, Frankfurt, New York, Wien und auf Schloss Sayn. Seit 2003 wird The Sayn-Wittgenstein-Collection in der Galerie Artmosphere in Salzburg als Dauerausstellung gezeigt, u. a. mit Fotografien von Besuchen bei Andy Warhol und Salvador Dalí.